# Ronn Moss

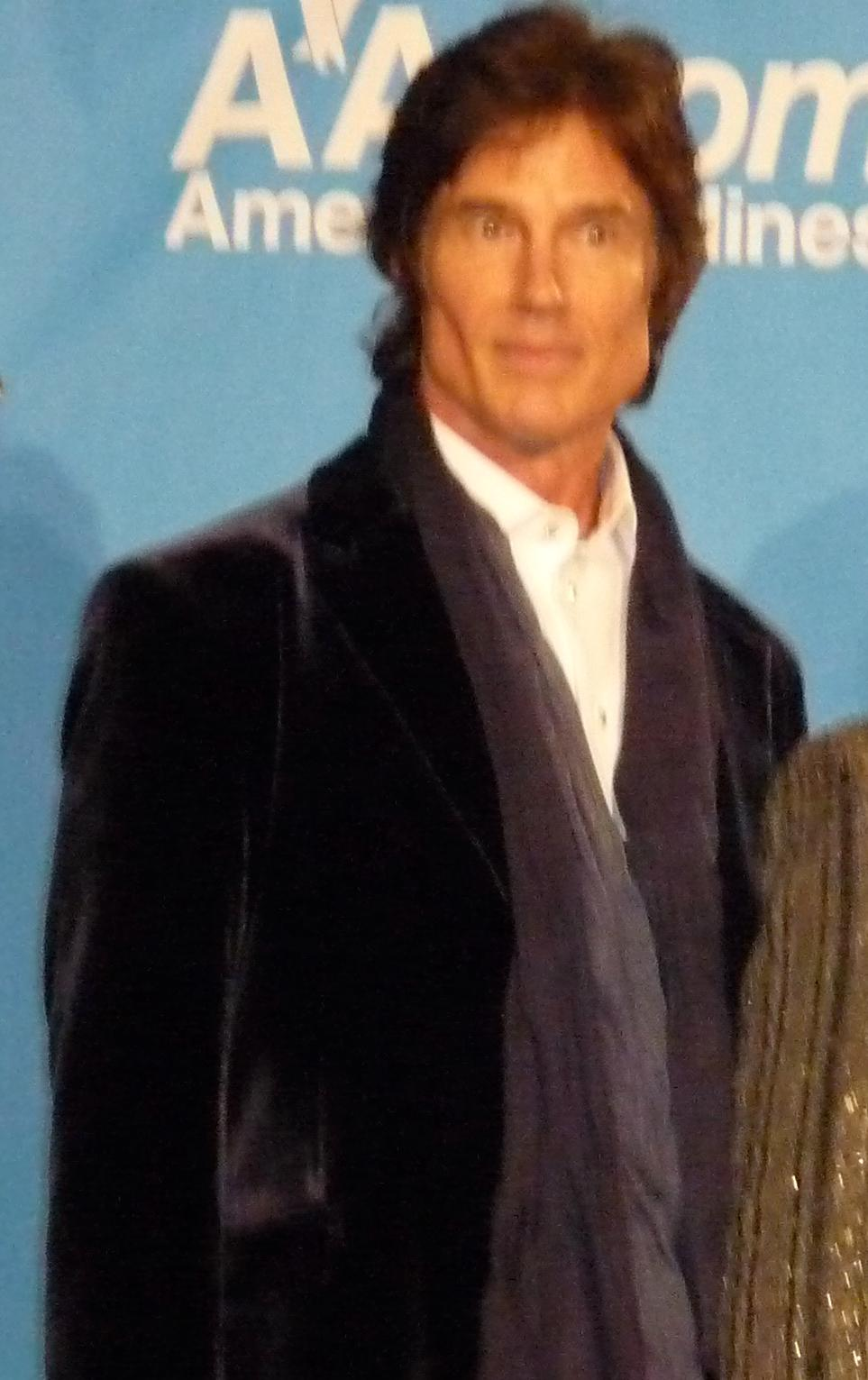
Ronn Moss

Ronald Montague (Ronn) Moss (Los Angeles, Californië, 4 maart 1952) is een Amerikaans acteur en muzikant, die van 1987 tot 2012 gestalte gaf aan het personage Ridge Forrester in de soapserie The Bold and the Beautiful.
Moss' eerste passie was de muziek; eind jaren 70 had hij met zijn groep Player in Amerika een nummer 1-hit, Baby Come Back.
Moss was van 1990 tot 2002 getrouwd met Shari Shattuck, die enkele jaren de rol van Ashley Abbott speelde in The Young and the Restless. Uit dit huwelijk kwamen twee dochters voort.

## Filmografie (selectie)
- The Bay (televisieserie) - John Blackwell (2010-2020)
- The Agency (televisieserie) - Marc
- Familie (televisieserie) - Ian (2015)
- The Bold and the Beautiful (televisieserie) - Ridge Forrester (1987-2012)
- Her Morbid Desires (2007) - Count Dracula
- Christmas in Love (2004) - Ronn Moss
- The Alternate (2000) - neppresident
- Il barone (miniserie, 1995) - Bruno Brian Sajeva
- Predator 2 (1990) - Jerome
- Hard Ticket to Hawaii (1987) - Rowdy Abilene
- Hot Child in the City (1987) - Tony
- Trapper John, M.D. (televisieserie) - rol onbekend (afl. All the King's Horses..., 1985)
- I paladini: storia d'armi e d'amori (1983) - Ruggero